# El Hadji Malick Diouf
El Hadji Malick Diouf (Ziguinchor, Casamanza, 28 de diciembre de 2004) es un futbolista senegalés. Juega de interior y lateral izquierdo, su equipo actual es el West Ham United Football Club de la Premier League, máxima categoría del fútbol inglés.

## Trayectoria
Realizó su formación futbolística con la Academie Mawade Wade en Senegal. A sus 18 años viajó a Noruega para realizar una prueba en Tromsø IL, causó buena impresión y el 21 de febrero de 2023 fue adquirido por el club noruego, estableció vínculo hasta 2027.
Debutó como profesional el 12 de marzo de 2023, en octavos de final de la Copa de Noruega contra IK Start, ingresó al minuto 88, empataron 1-1, fueron a prórroga, se mantuvo el marcador, fueron a penales, convirtió el suyo y pasaron a la siguiente instancia.
En su primer año en Europa, jugó 21 partidos y convirtió 3 goles en el fútbol noruego.
El 11 de enero de 2024 fue anunciado su fichaje por Slavia Praga, firmó contrato hasta mediados de 2028, le fue adjudicada la camiseta número 12.
Tras una temporada y media en República Checa, el 15 de julio de 2025 fue fichado por West Ham.

## Selección nacional
Ha sido internacional con la selección de fútbol de Senegal.

## Estadísticas

### Clubes
Actualizado al último partido citado el 18 de mayo de 2025.
| Club                                 | Div.          | Temporada     | Liga  | Liga  | Liga   | Copas nacionales | Copas nacionales | Copas nacionales | Copas internacionales | Copas internacionales | Copas internacionales | Total | Total | Total  |
| Club                                 | Div.          | Temporada     | Part. | Goles | Asist. | Part.            | Goles            | Asist.           | Part.                 | Goles                 | Asist.                | Part. | Goles | Asist. |
| ------------------------------------ | ------------- | ------------- | ----- | ----- | ------ | ---------------- | ---------------- | ---------------- | --------------------- | --------------------- | --------------------- | ----- | ----- | ------ |
| Tromsø IL · Noruega                  | 1.ª           | 2022          | -     | -     | -      | 2                | 0                | 0                | —                     | —                     | —                     | 2     | 0     | 0      |
| Tromsø IL · Noruega                  | 1.ª           | 2023          | 15    | 3     | 1      | 4                | 0                | 0                | —                     | —                     | —                     | 19    | 3     | 1      |
| Tromsø IL · Noruega                  | Total club    | Total club    | 15    | 3     | 1      | 6                | 0                | 0                | 0                     | 0                     | 0                     | 21    | 3     | 1      |
| S. K. Slavia Praga · República Checa | 1.ª           | 2023-24       | 7     | 1     | 0      | 1                | 1                | 0                | 1                     | 0                     | 0                     | 9     | 2     | 0      |
| S. K. Slavia Praga · República Checa | 1.ª           | 2024-25       | 27    | 7     | 3      | 2                | 0                | 0                | 12                    | 0                     | 1                     | 41    | 7     | 4      |
| S. K. Slavia Praga · República Checa | Total club    | Total club    | 34    | 8     | 3      | 3                | 1                | 0                | 13                    | 0                     | 1                     | 50    | 9     | 4      |
| West Ham United F. C. Inglaterra     | 1.ª           | 2025-26       | 0     | 0     | 0      | -                | -                | -                | —                     | —                     | —                     | 0     | 0     | 0      |
| West Ham United F. C. Inglaterra     | Total club    | Total club    | 0     | 0     | 0      | 0                | 0                | 0                | 0                     | 0                     | 0                     | 0     | 0     | 0      |
| Total carrera                        | Total carrera | Total carrera | 49    | 11    | 4      | 9                | 1                | 0                | 13                    | 0                     | 1                     | 71    | 12    | 5      |
| 1. 2.                                |               |               |       |       |        |                  |                  |                  |                       |                       |                       |       |       |        |

### Selección
Actualizado al último partido citado el 10 de junio de 2025.
| Selección         | Temporada         | Continental | Continental | Continental | Mundial | Mundial | Mundial | Amistosos | Amistosos | Amistosos | Total | Total | Total  |
| Selección         | Temporada         | Part.       | Goles       | Asist.      | Part.   | Goles   | Asist.  | Part.     | Goles     | Asist.    | Part. | Goles | Asist. |
| ----------------- | ----------------- | ----------- | ----------- | ----------- | ------- | ------- | ------- | --------- | --------- | --------- | ----- | ----- | ------ |
| Absoluta Senegal  | 2024              | 4           | 0           | 0           | —       | —       | —       | -         | -         | -         | 4     | 0     | 0      |
| Absoluta Senegal  | 2025              | 0           | 0           | 0           | —       | —       | —       | 2         | 0         | 0         | 2     | 0     | 0      |
| Absoluta Senegal  | Total sel.        | 4           | 0           | 0           | 0       | 0       | 0       | 2         | 0         | 0         | 6     | 0     | 0      |
| Total selecciones | Total selecciones | 4           | 0           | 0           | 0       | 0       | 0       | 2         | 0         | 0         | 6     | 0     | 0      |
| 1.                |                   |             |             |             |         |         |         |           |           |           |       |       |        |

## Palmarés

### Títulos nacionales
| Título                               | Club               | País            | Año  |
| ------------------------------------ | ------------------ | --------------- | ---- |
| Liga de Fútbol de la República Checa | S. K. Slavia Praga | República Checa | 2025 |